# Guillermo de Gloucester
El príncipe Guillermo de Dinamarca y Estuardo, Duque de Gloucester (Palacio de Hampton Court, Londres, 24 de julio de 1689-Castillo de Windsor, Berkshire, Inglaterra, 30 de julio de 1700) fue el octavo de los diecinueve hijos del príncipe Jorge de Dinamarca y la entonces princesa Ana de Gran Bretaña (reina de Gran Bretaña entre 1702 y 1707). Al ser el único de los hijos de la princesa Ana que sobrevivió a la infancia, fue visto por los protestantes como un excelente candidato para suceder a la corona, quienes habían derrocado a su abuelo Jacobo II durante la Revolución Gloriosa, en 1688.
Su madre se mostró distante con su cuñado Guillermo de Orange y su hermana María II de Inglaterra, pero apoyó las relaciones entre ellos y su hijo. Eso permitió al príncipe crecer junto a su tío Guillermo, quién lo creó Caballero de la orden de la Jarretera en 1696 y su tía María frecuentemente le enviaba regalos. En su cuarto de juegos en Kensington, se hizo amigo de Jenkin Lewis, su criado personal galés, cuyos libros de memorias acerca del duque es una fuente valiosa para los historiadores, además de dirigir su propio pequeño ejército, llamado "Horse Guards", el cual finalmente llegó a contar con 90 muchachos.
Su precaria salud, era una constante preocupación para su madre. Su muerte, en 1700, originó una crisis de sucesión ya que su madre era la única protestante que quedaba en la línea de sucesión establecido por la Declaración de Derechos de 1689. El Parlamento de Inglaterra no quería en el trono a un católico, y en 1701 aprobó el Acta de Establecimiento, donde establecía la sucesión en el trono de Inglaterra a Sofía del Palatinado, electora de Hanóver y prima del rey Jacobo II, y a sus descendientes protestantes.

## Nacimiento y salud
A finales de 1688, en la llamada Revolución Gloriosa, el católico Jacobo II, rey de Inglaterra, Escocia e Irlanda fue depuesto por su sobrino y yerno, el protestante Guillermo de Orange. Guillermo y su esposa María, hija mayor de Jacobo II, fueron reconocidos por los parlamentos inglés y escocés como rey y reina, pero al no tener descendencia designaron a la princesa Ana, la hermana menor de María, como heredera presunta de Inglaterra y Escocia. El ascenso al trono de Guillermo y María y la sucesión en Ana, fue legitimada gracias a la Declaración de Derechos de 1689.
Ana se casó en 1683 con Jorge de Dinamarca y en los primeros seis años de este matrimonio había estado embarazada seis veces, pero ninguno de estos hijos sobrevivió. Al final del séptimo embarazo, el 24 de julio de 1689 a las 5 a. m. en el palacio de Hampton Court, nació el príncipe Guillermo. Como era habitual en los nacimientos de los posibles herederos al trono, hubo testigos, entre ellos el Rey, la Reina y algunos miembros de la corte. Tres días después, se bautizó al recién nacido como Guillermo Enrique, llevando el nombre de su tío, el rey Guillermo III, y el de Henry Compton, obispo de Londres. El rey, quién fue uno de los padrinos junto a Gertrudis Pierrepont, marquesa de Halifax, y el Lord Chambelán, Charles Sackville, lo nombró duque de Gloucester, aunque nunca fue formalmente investido con dicho título.

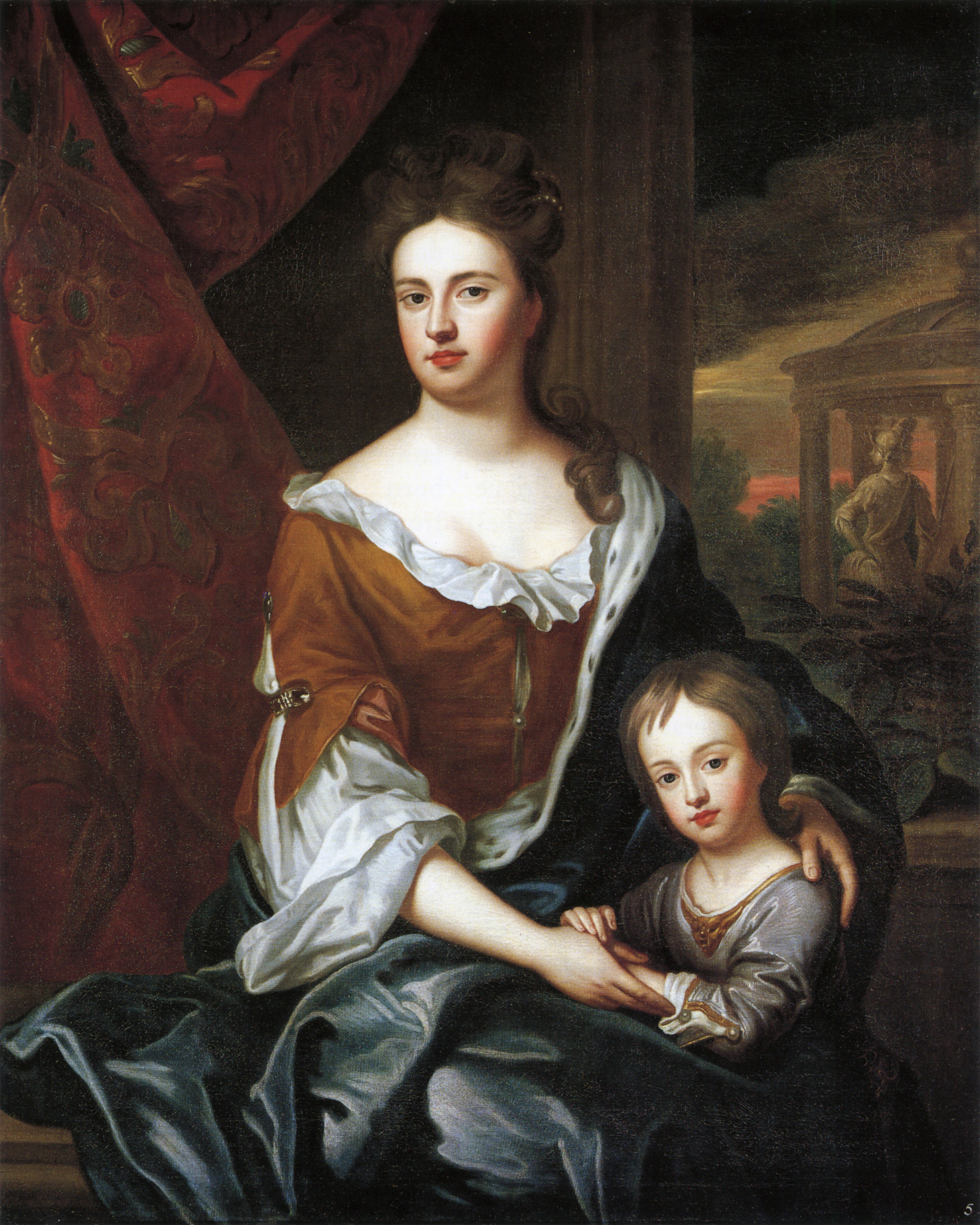
La princesa Ana con su único hijo sobreviviente, el duque de Gloucester. Pintura de Sir Godfrey Kneller, c. 1694.

Al momento de nacer, Guillermo era el segundo en la línea de sucesión, solo después de su madre, y su nacimiento aseguraba la sucesión en un protestante, siendo la esperanza de los partidarios de la revolución. La oda The Noise of Foreign Wars, atribuida a Henry Purcell, fue escrita en celebración a su nacimiento. Otras odas compuestas en su honor fueron: Who Can From Joy Refrain?, la última oda real de Purcell, The Duke of Gloucester's March y A Song upon the Duke of Gloucester, estas dos últimas de John Blow. Sin embargo, los jacobitas, es decir los partidarios del depuesto rey Jacobo II, se referían al joven duque como "un usurpador enfermizo y condenado".
A pesar de ser descrito como "brave livlylike boy", que se traduciría como "valiente muchacho", el duque de Gloucester sufrió de convulsiones cuando apenas tenía tres semanas de edad, por lo que su madre se trasladó a Kensington con la esperanza de que el aire de las graveras tuvieran un efecto positivo en su salud. Las convulsiones que padecía eran posiblemente un síntoma de meningitis, probablemente contraída durante su nacimiento y que dio lugar posteriormente a la hidrocefalia. Como era costumbre en la realeza, se le colocó bajo el cuidado de una institutriz, labor que desempeñó Barbara Berkeley, vizcondesa Fitzhardinge, y fue amamantado por una nodriza, apellidada Pack, en lugar de su madre. Como parte de su tratamiento, Guillermo era sacado a pasear diariamente en un carruaje abierto tirado por ponis de las Shetland, para así maximizar su exposición al aire de las graveras. El tratamiento resultó mejor de lo esperado, ya que el príncipe Jorge y la princesa Ana trasladaron su residencia permanentemente a Kensington. Fue aquí donde Guillermo si hizo amigo de su criado galés Jenkin Lewis, cuyas memorias constituyen una fuente importante para los historiadores.
Durante su vida, el duque de Gloucester sufrió de fiebres recurrentes, siendo tratado por su médico John Radcliffe con corteza de quina. Este tratamiento no era del agrado de Guillermo, quién generalmente lo vomitaba. Posiblemente como resultado de la hidrocefalia, tenía una cabeza alargada, que sus cirujanos perforaron de forma intermitente para extraer líquido. Además, el príncipe no podía caminar bien, y era propenso a tropezar. Teniendo cerca de cinco años, se negó a subir las escaleras al no haber dos asistentes para sostenerlo. Lewis culpó a las niñeras de sobreproteger al niño, pero este después de ser golpeado con una vara de abedul por su padre accedió a caminar por sí mismo. El castigo corporal era habitual en la época y este en particular no era considerado duro.

## Educación

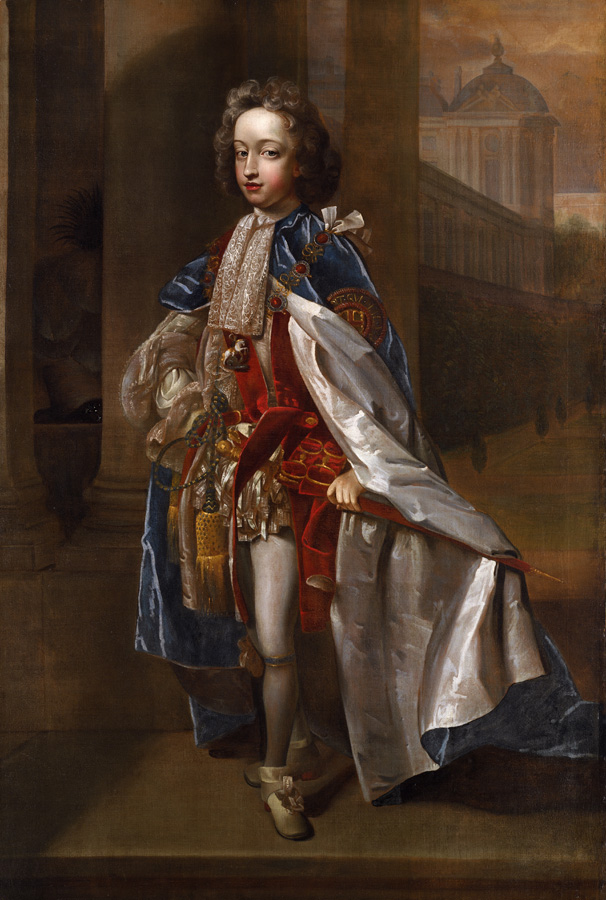
El príncipe Guillermo, con el manto azul de la orden de la Jarretera. Retrato de Edmund Lilly, c. 1698

Guillermo no habló correctamente hasta los tres años, lo que provocó que el inicio de su educación fuera pospuesta por un año. El reverendo Samuel Pratt, graduado en Cambridge fue elegido como su tutor en 1693. Las clases del príncipe consistían en lecciones de geografía, matemáticas, latín y francés. Pratt y Lewis con frecuencia no estaban de acuerdo en como debía ser educado Guillermo, aunque Lewis se mantuvo como el asistente favorito del niño, ya que a diferencia de Pratt, poseía conocimientos militares con los que era capaz de ayudarlo con los "Horse Guards", un ejército en miniatura conformado por niños del lugar. A partir de 1693, el tamaño de este "ejército" creció de 22 a más de 90 niños.
La princesa Ana se había distanciado de su hermana y su cuñado, los reyes, pero a regañadientes aceptó el consejo de su amiga Sarah Churchill, duquesa de Marlborough, permitiendo que Guillermo visite a sus tíos con regularidad para asegurar su continua buena voluntad hacia él. En un intento de cerrar la brecha, Ana invitó a los reyes a ver una demostración de Guillermo y los "Horse Guards". Después de verlos en el Palacio de Kensington, el monarca los elogió y al día siguiente les devolvió la visita. De esta forma Guillermo se hizo cercano a sus tíos: la reina frecuentemente le compraba presentes de su tienda de juguetes favorita. La muerte de la Reina María en 1694 provocó un acercamiento superficial entre Ana y Guillermo III.
En su séptimo cumpleaños, Guillermo asistió a una ceremonia en la Capilla de San Jorge, en el Castillo de Windsor, para ser investido como caballero de la Nobilísima Orden de la Jarretera, un honor que venía recibiendo desde los seis meses de edad. Durante la cena, Guillermo se sintió mal, por lo que se retiró temprano de la misma, pero se recuperó pronto y al poco tiempo estaba cazando ciervos, deporte en el que fue iniciado por Samuel Masham, paje de su padre. La princesa Ana le escribió a la duquesa de Marlborough acerca de su hijo lo siguiente: "Mi niño sigue todavía muy bien, y parece que va mejor, creo yo, como nunca lo hizo en su vida, quiero decir más saludable, porque aunque yo lo quiera así, no puedo presumir de su belleza".

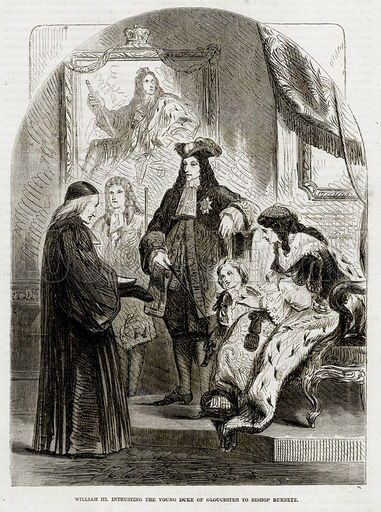
Guillermo III confía a Guillermo de Gloucester al obispo Burnet. Ilustración de John Cassell, en su obra Illustrated History of England.

Durante el juicio a Sir John Fenwick, implicado en un complot jacobita de 1696, que tenía como objetivo asesinar a Guillermo III, el duque de Gloucester firmó una carta jurando su lealtad a este llamándose "Yo, el súbdito más fiel a Su Majestad", además decía en esta carta que "preferiría perder mi vida en la causa de Su Majestad que por la de cualquier otra persona, y espero que no pase mucho tiempo antes de conquistar Francia". En la carta estaba también una declaración de los niños pertenecientes al ejército de Guillermo, la cual, entre otras cosas, decía "Nosotros, súbditos de Su Majestad, estaremos con usted mientras tengamos una gota de sangre".
En 1697, el Parlamento le aprobó al rey Guillermo £ 50 000 para construir una casa para el duque de Gloucester, aunque el rey sólo permitió la liberación de £ 15 000, conservando para él mismo la diferencia. El establecimiento de la mencionada casa reavivó el conflicto entre la princesa Ana y el monarca inglés: Guillermo III deseaba limitar la participación de Ana, para lo cual había decidido nombrar a Gilbert Burnet, obispo de Salisbury, un sacerdote de la llamada Iglesia baja como preceptor del niño. Ella, por el contrario, prefería un sacerdote de la Iglesia alta, y Burnet, conociendo la posición de Ana intentó rechazar el cargo, pero el rey lo convenció para que lo aceptara. La disputa terminó cuando el rey Guillermo le garantizó a Ana que ella sería libre de elegir a todos los demás empleados de la casa. John Churchill, I duque de Marlborough, un amigo de Ana, fue nombrado gobernador de Gloucester, después de que el anterior gobernador, Charles Talbot, duque de Shrewsbury, renunciara por motivos de salud. El hijo del duque de Marlborough, llamado también John, fue nombrado Jefe de la caballería de Gloucester, y entabló amistad con Guillermo de Gloucester y se convirtió en un compañero de juegos.
Gilbert Burnet dedicaba diez horas diarias a la enseñanza de Guillermo hablándole de temas como constituciones feudales de Europa y del derecho antes del cristianismo además de alentarlo a memorizar hechos y fechas. Cada cuatro meses, ministros de gobierno evaluaban el avance de Guillermo y se mostraban maravillados por su "prodigiosa memoria y buen juicio". Posteriormente, su pequeño ejército se disolvió, pero el monarca lo nombró Comandante Honorario de un Regimiento Real de Guardias Holandeses hizo. Asimismo, en 1699 asistió a los juicios de Charles Mohun, barón de Mohun y Edward Rich, señor de Warwick, ambos culpados por asesinato, realizados por la Cámara de los Lores. Mohun fue absuelto a diferencia de Warwick, quién fue declarado culpable de homicidio involuntario, aunque logró escapar de la pena alegando "Privilegio de nobleza".

## Muerte

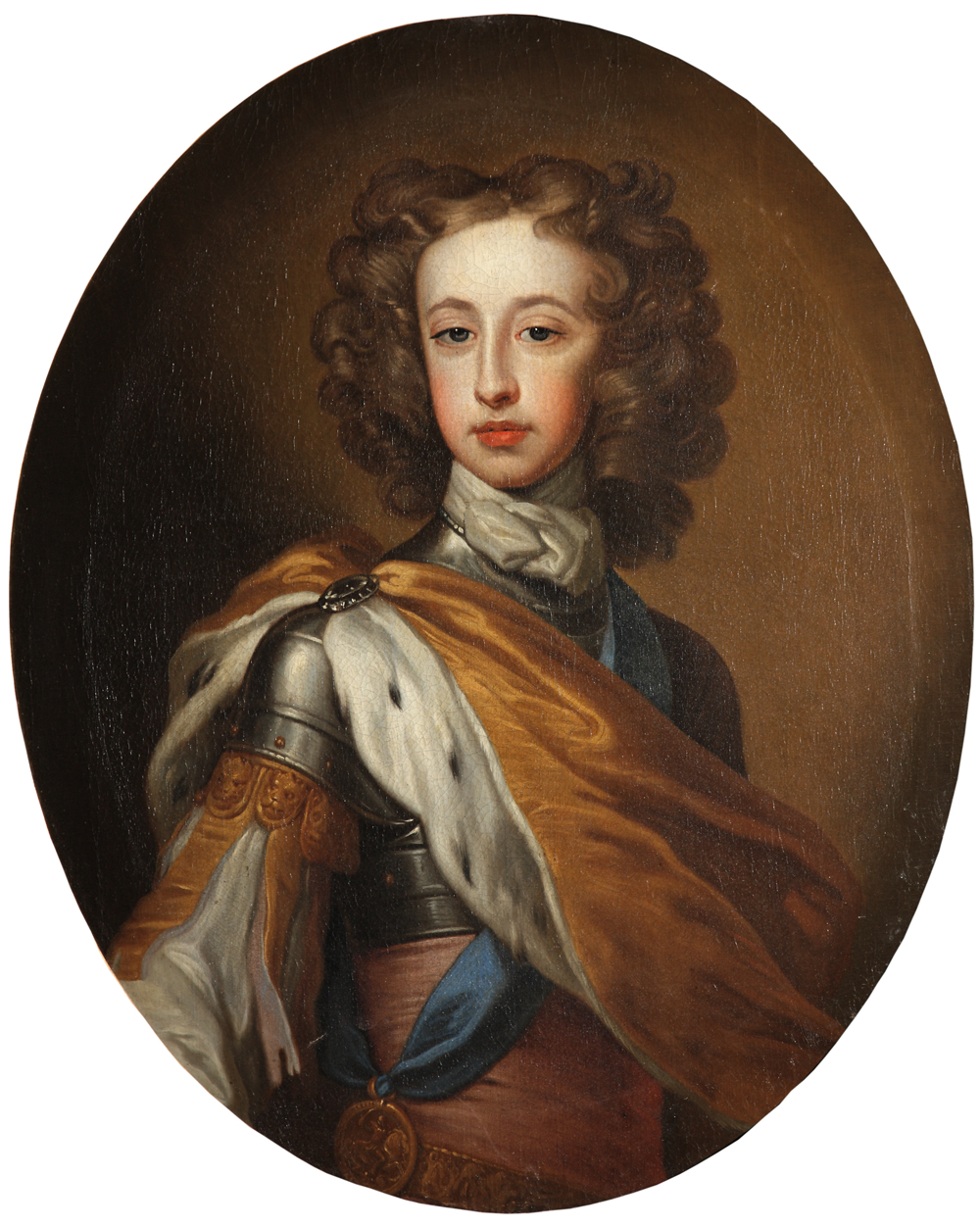
El príncipe Guillermo en un retrato de Sir Godfrey Kneller, poco antes de su muerte a los 11 años de edad.

Al acercarse su undécimo cumpleaños, le fueron asignados los viejos apartamentos de su madre en el Palacio de Kensington. Durante su fiesta de cumpleaños, en Windsor, el 24 de julio de 1700, el príncipe se quejó de un cansancio repentino, aunque inicialmente se pensó que se había cansado mientras bailaba. Al anochecer, el príncipe sufrió dolor de garganta y escalofríos y, al día siguiente, dolores de cabeza y fiebres altas. Un médico, Hannes, llegó el 27 de julio y fue sangrado de inmediato, aunque su situación no mejoró. A lo largo del día siguiente, Guillermo desarrolló una erupción y sufrió de ataques de diarrea. Un segundo médico, Gibbons, llegó temprano el 28 de julio, seguido de un tercero, Radcliffe, esa misma noche.
Los médicos no pudieron ponerse de acuerdo en el diagnóstico: mientras Radclife pensaba que tenía escarlatina, los otros pensaban que era viruela. Finalmente decidieron administrarle "polvos y julepes medicinales". El príncipe fue de nuevo sangrado, a lo que Radclife se opuso enérgicamente, y prescribió ampollas, las cuales no fueron efectivas. Sufriendo de un gran dolor, Guillermo pasó la noche del 28 de julio "en grandes suspiros y deyecciones de los espíritus ... hacia la mañana, se quejaba mucho de sus ampollas". Su madre, la princesa Ana, que había estado todo el día y noche a su lado, se desmayó producto de la angustia. El mediodía del 29 de julio, Guillermo mostró una leve mejoría: ya respiraba más fácilmente y el dolor de cabeza había disminuido, dando esperanzas de una pronta recuperación. La mejora, sin embargo, fue efímera y esa misma noche convulsionó, vomitó y perdió el conocimiento.
El príncipe Guillermo falleció el 30 de julio, alrededor de la segunda hora de la madrugada (ósea a la 1:15:08 a. m.), sus padres estaban a su lado y los médicos certificaron que la muerte ocurrió debido a una "fiebre maligna". La autopsia reveló una inflamación severa de los ganglios linfáticos y una cantidad anormal de líquido en los ventrículos cerebrales. Un diagnóstico moderno sugiere que Guillermo murió de faringitis bacteriana asociada a neumonía, sin embargo, de haber vivido, es casi seguro que hubiera sucumbido a complicaciones de la hidrocefalia que sufría.
El rey Guillermo, que se encontraba en Holanda cuando murió su sobrino, le escribió a Marlborough: "Es una pérdida tan grande para mí, así como para toda Inglaterra, que perfora el corazón". Mientras tanto, la princesa Ana permaneció en su habitación, postrada en cama producto del dolor, hasta que, al llegar la noche, se dirigió al huerto para "desviar sus pensamientos melancólicos". El cuerpo del príncipe Guillermo fue trasladado desde Windsor a Westminster la noche del 1 de agosto y permaneció en el Palacio de Westminster hasta ser sepultado en el panteón real de la capilla de Enrique VII, en la abadía de Westminster, el 9 de agosto. Como era habitual en la realeza, sus padres no asistieron a los funerales del príncipe, permaneciendo en Windsor.
La muerte del príncipe originó una crisis sucesoria dado que su madre, la princesa Ana, era la única protestante que quedaba en la línea de sucesión establecido por la Declaración de los Derechos de 1689. Aunque después del nacimiento de Guillermo, Ana tuvo otros diez embarazos, ninguno había sobrevivido, habiendo muerto o en el vientre materno o inmediatamente después de nacer. El parlamento inglés no quería nuevamente en el trono a un católico, por lo que aprobó el Acta de Establecimiento en 1701, donde establecía la sucesión en Sofía del Palatinado, prima del depuesto rey Jacobo II y electora de Hanóver, y a sus descendientes protestantes. Ana sucedió al rey Guillermo III en 1702 y reinó hasta su muerte el 1 de agosto de 1714. Cuando Ana murió, habían pasado dos semanas de la muerte de Sofía y fue su hijo Jorge quien ascendió al trono como el primer monarca británico de la casa de Hanóver con el nombre de Jorge I de Gran Bretaña.

## Tratamiento, honores y armas

Armas del Príncipe Guillermo, Duque de Gloucester.

### Títulos y tratamientos
| ● 27 de junio de 27 de junho de 1689-30 de julio de 30 de julho de 1700: | Su alteza real el príncipe Guillermo, duque de Gloucester/nbsp; |

### Honores
- Caballero de la Nobilísima Orden de la Jarretera (6 de enero de 1696).[8]

### Escudo de armas
El duque de Gloucester llevaba las armas reales diferenciadas por un escusón del escudo de Dinamarca y un lambel de plata de tres puntas, de las cuales la central lleva una cruz de gules.

## Ancestros
| \| \| \| \| \| \| \| \| \| \| \| \| \| \| \| \| \| \| \| \| 16. Rey Federico II de Dinamarca \| \| \| \| \| \| \| \| \| \| \| \| \| \| \| \| \| \| \| \| \| \| \| \| \| \| \| \| \| \| \| \| \| \| \| \| \| \| \| \| \| \| \| \| \| \| \| \| \| \| \| \| \| \| 8. Rey Cristián IV de Dinamarca \| \| \| \| \| \| \| \| \| \| \| \| \| \| \| \| \| \| \| \| \| \| \| \| \| \| \| \| \| \| \| \| \| \| \| \| \| \| \| \| \| \| \| \| \| \| \| \| \| \| \| \| \| \| 17. Sofía de Mecklemburgo-Güstrow \| \| \| \| \| \| \| \| \| \| \| \| \| \| \| \| \| \| \| \| \| \| \| \| \| \| \| \| \| \| \| \| \| \| \| \| \| \| \| \| \| \| \| \| \| \| \| \| \| \| \| \| \| \| 4. Rey Federico III de Dinamarca \| \| \| \| \| \| \| \| \| \| \| \| \| \| \| \| \| \| \| \| \| \| \| \| \| \| \| \| \| \| \| \| \| \| \| \| \| \| \| \| \| \| \| \| \| \| \| \| \| \| \| \| \| \| 18. Joaquín Federico I de Brandeburgo \| \| \| \| \| \| \| \| \| \| \| \| \| \| \| \| \| \| \| \| \| \| \| \| \| \| \| \| \| \| \| \| \| \| \| \| \| \| \| \| \| \| \| \| \| \| \| \| \| \| \| \| \| \| 9. Ana Catalina de Brandeburgo \| \| \| \| \| \| \| \| \| \| \| \| \| \| \| \| \| \| \| \| \| \| \| \| \| \| \| \| \| \| \| \| \| \| \| \| \| \| \| \| \| \| \| \| \| \| \| \| \| \| \| \| \| \| 19. Catalina de Brandeburgo-Küstrin \| \| \| \| \| \| \| \| \| \| \| \| \| \| \| \| \| \| \| \| \| \| \| \| \| \| \| \| \| \| \| \| \| \| \| \| \| \| \| \| \| \| \| \| \| \| \| \| \| \| \| \| \| \| 2. Jorge de Dinamarca \| \| \| \| \| \| \| \| \| \| \| \| \| \| \| \| \| \| \| \| \| \| \| \| \| \| \| \| \| \| \| \| \| \| \| \| \| \| \| \| \| \| \| \| \| \| \| \| \| \| \| \| \| \| 20. Guillermo de Brunswick-Luneburgo \| \| \| \| \| \| \| \| \| \| \| \| \| \| \| \| \| \| \| \| \| \| \| \| \| \| \| \| \| \| \| \| \| \| \| \| \| \| \| \| \| \| \| \| \| \| \| \| \| \| \| \| \| \| 10. Jorge de Brunswick-Luneburgo \| \| \| \| \| \| \| \| \| \| \| \| \| \| \| \| \| \| \| \| \| \| \| \| \| \| \| \| \| \| \| \| \| \| \| \| \| \| \| \| \| \| \| \| \| \| \| \| \| \| \| \| \| \| 21. Dorotea de Dinamarca \| \| \| \| \| \| \| \| \| \| \| \| \| \| \| \| \| \| \| \| \| \| \| \| \| \| \| \| \| \| \| \| \| \| \| \| \| \| \| \| \| \| \| \| \| \| \| \| \| \| \| \| \| \| 5. Sofía Amelia de Brunswick-Lüneburg \| \| \| \| \| \| \| \| \| \| \| \| \| \| \| \| \| \| \| \| \| \| \| \| \| \| \| \| \| \| \| \| \| \| \| \| \| \| \| \| \| \| \| \| \| \| \| \| \| \| \| \| \| \| 22. Luis V de Hesse-Darmstadt \| \| \| \| \| \| \| \| \| \| \| \| \| \| \| \| \| \| \| \| \| \| \| \| \| \| \| \| \| \| \| \| \| \| \| \| \| \| \| \| \| \| \| \| \| \| \| \| \| \| \| \| \| \| 11. Ana Leonor de Hesse-Darmstadt \| \| \| \| \| \| \| \| \| \| \| \| \| \| \| \| \| \| \| \| \| \| \| \| \| \| \| \| \| \| \| \| \| \| \| \| \| \| \| \| \| \| \| \| \| \| \| \| \| \| \| \| \| \| 23. Magdalena de Brandeburgo \| \| \| \| \| \| \| \| \| \| \| \| \| \| \| \| \| \| \| \| \| \| \| \| \| \| \| \| \| \| \| \| \| \| \| \| \| \| \| \| \| \| \| \| \| \| \| \| \| \| \| \| \| \| 1. Guillermo, Duque de Gloucester \| \| \| \| \| \| \| \| \| \| \| \| \| \| \| \| \| \| \| \| \| \| \| \| \| \| \| \| \| \| \| \| \| \| \| \| \| \| \| \| \| \| \| \| \| \| \| \| \| \| \| \| \| \| 24. Rey Jacobo I de Inglaterra y VI de Escocia \| \| \| \| \| \| \| \| \| \| \| \| \| \| \| \| \| \| \| \| \| \| \| \| \| \| \| \| \| \| \| \| \| \| \| \| \| \| \| \| \| \| \| \| \| \| \| \| \| \| \| \| \| \| 12. Rey Carlos I de Inglaterra \| \| \| \| \| \| \| \| \| \| \| \| \| \| \| \| \| \| \| \| \| \| \| \| \| \| \| \| \| \| \| \| \| \| \| \| \| \| \| \| \| \| \| \| \| \| \| \| \| \| \| \| \| \| 25. Ana de Dinamarca \| \| \| \| \| \| \| \| \| \| \| \| \| \| \| \| \| \| \| \| \| \| \| \| \| \| \| \| \| \| \| \| \| \| \| \| \| \| \| \| \| \| \| \| \| \| \| \| \| \| \| \| \| \| 6. Rey Jacobo II de Inglaterra \| \| \| \| \| \| \| \| \| \| \| \| \| \| \| \| \| \| \| \| \| \| \| \| \| \| \| \| \| \| \| \| \| \| \| \| \| \| \| \| \| \| \| \| \| \| \| \| \| \| \| \| \| \| 26. Rey Enrique IV de Francia \| \| \| \| \| \| \| \| \| \| \| \| \| \| \| \| \| \| \| \| \| \| \| \| \| \| \| \| \| \| \| \| \| \| \| \| \| \| \| \| \| \| \| \| \| \| \| \| \| \| \| \| \| \| 13. Enriqueta María de Francia \| \| \| \| \| \| \| \| \| \| \| \| \| \| \| \| \| \| \| \| \| \| \| \| \| \| \| \| \| \| \| \| \| \| \| \| \| \| \| \| \| \| \| \| \| \| \| \| \| \| \| \| \| \| 27. María de Médicis \| \| \| \| \| \| \| \| \| \| \| \| \| \| \| \| \| \| \| \| \| \| \| \| \| \| \| \| \| \| \| \| \| \| \| \| \| \| \| \| \| \| \| \| \| \| \| \| \| \| \| \| \| \| 3. Reina Ana de Gran Bretaña \| \| \| \| \| \| \| \| \| \| \| \| \| \| \| \| \| \| \| \| \| \| \| \| \| \| \| \| \| \| \| \| \| \| \| \| \| \| \| \| \| \| \| \| \| \| \| \| \| \| \| \| \| \| 28. Enrique Hyde \| \| \| \| \| \| \| \| \| \| \| \| \| \| \| \| \| \| \| \| \| \| \| \| \| \| \| \| \| \| \| \| \| \| \| \| \| \| \| \| \| \| \| \| \| \| \| \| \| \| \| \| \| \| 14. Eduardo Hyde \| \| \| \| \| \| \| \| \| \| \| \| \| \| \| \| \| \| \| \| \| \| \| \| \| \| \| \| \| \| \| \| \| \| \| \| \| \| \| \| \| \| \| \| \| \| \| \| \| \| \| \| \| \| 29. María Langford \| \| \| \| \| \| \| \| \| \| \| \| \| \| \| \| \| \| \| \| \| \| \| \| \| \| \| \| \| \| \| \| \| \| \| \| \| \| \| \| \| \| \| \| \| \| \| \| \| \| \| \| \| \| 7. Ana Hyde \| \| \| \| \| \| \| \| \| \| \| \| \| \| \| \| \| \| \| \| \| \| \| \| \| \| \| \| \| \| \| \| \| \| \| \| \| \| \| \| \| \| \| \| \| \| \| \| \| \| \| \| \| \| 30. Tomás Aylesbury \| \| \| \| \| \| \| \| \| \| \| \| \| \| \| \| \| \| \| \| \| \| \| \| \| \| \| \| \| \| \| \| \| \| \| \| \| \| \| \| \| \| \| \| \| \| \| \| \| \| \| \| \| \| 15. Frances Aylesbury \| \| \| \| \| \| \| \| \| \| \| \| \| \| \| \| \| \| \| \| \| \| \| \| \| \| \| \| \| \| \| \| \| \| \| \| \| \| \| \| \| \| \| \| \| \| \| \| \| \| \| \| \| \| 31. Ana Denman \| \| \| \| \| \| \| \| \| \| \| \| \| \| \| \| \| \| \| \| \| \| \| \| \| \| \| \| \| \| \| \| \| \| \| \| \| \| \| \| \| \| \| \| \| \| \| \| \| \| \| \| |                                                |  |  |  |  |  |  |  |  |  |  |  |  |  |  |  |
| |                                                |  |  |  |  |  |  |  |  |  |  |  |  |  |  |  |
| | 16. Rey Federico II de Dinamarca               |  |  |  |  |  |  |  |  |  |  |  |  |  |  |  |
| |                                                |  |  |  |  |  |  |  |  |  |  |  |  |  |  |  |
| |                                                |  |  |  |  |  |  |  |  |  |  |  |  |  |  |  |
| | 8. Rey Cristián IV de Dinamarca                |  |  |  |  |  |  |  |  |  |  |  |  |  |  |  |
| |                                                |  |  |  |  |  |  |  |  |  |  |  |  |  |  |  |
| |                                                |  |  |  |  |  |  |  |  |  |  |  |  |  |  |  |
| | 17. Sofía de Mecklemburgo-Güstrow              |  |  |  |  |  |  |  |  |  |  |  |  |  |  |  |
| |                                                |  |  |  |  |  |  |  |  |  |  |  |  |  |  |  |
| |                                                |  |  |  |  |  |  |  |  |  |  |  |  |  |  |  |
| | 4. Rey Federico III de Dinamarca               |  |  |  |  |  |  |  |  |  |  |  |  |  |  |  |
| |                                                |  |  |  |  |  |  |  |  |  |  |  |  |  |  |  |
| |                                                |  |  |  |  |  |  |  |  |  |  |  |  |  |  |  |
| | 18. Joaquín Federico I de Brandeburgo          |  |  |  |  |  |  |  |  |  |  |  |  |  |  |  |
| |                                                |  |  |  |  |  |  |  |  |  |  |  |  |  |  |  |
| |                                                |  |  |  |  |  |  |  |  |  |  |  |  |  |  |  |
| | 9. Ana Catalina de Brandeburgo                 |  |  |  |  |  |  |  |  |  |  |  |  |  |  |  |
| |                                                |  |  |  |  |  |  |  |  |  |  |  |  |  |  |  |
| |                                                |  |  |  |  |  |  |  |  |  |  |  |  |  |  |  |
| | 19. Catalina de Brandeburgo-Küstrin            |  |  |  |  |  |  |  |  |  |  |  |  |  |  |  |
| |                                                |  |  |  |  |  |  |  |  |  |  |  |  |  |  |  |
| |                                                |  |  |  |  |  |  |  |  |  |  |  |  |  |  |  |
| | 2. Jorge de Dinamarca                          |  |  |  |  |  |  |  |  |  |  |  |  |  |  |  |
| |                                                |  |  |  |  |  |  |  |  |  |  |  |  |  |  |  |
| |                                                |  |  |  |  |  |  |  |  |  |  |  |  |  |  |  |
| | 20. Guillermo de Brunswick-Luneburgo           |  |  |  |  |  |  |  |  |  |  |  |  |  |  |  |
| |                                                |  |  |  |  |  |  |  |  |  |  |  |  |  |  |  |
| |                                                |  |  |  |  |  |  |  |  |  |  |  |  |  |  |  |
| | 10. Jorge de Brunswick-Luneburgo               |  |  |  |  |  |  |  |  |  |  |  |  |  |  |  |
| |                                                |  |  |  |  |  |  |  |  |  |  |  |  |  |  |  |
| |                                                |  |  |  |  |  |  |  |  |  |  |  |  |  |  |  |
| | 21. Dorotea de Dinamarca                       |  |  |  |  |  |  |  |  |  |  |  |  |  |  |  |
| |                                                |  |  |  |  |  |  |  |  |  |  |  |  |  |  |  |
| |                                                |  |  |  |  |  |  |  |  |  |  |  |  |  |  |  |
| | 5. Sofía Amelia de Brunswick-Lüneburg          |  |  |  |  |  |  |  |  |  |  |  |  |  |  |  |
| |                                                |  |  |  |  |  |  |  |  |  |  |  |  |  |  |  |
| |                                                |  |  |  |  |  |  |  |  |  |  |  |  |  |  |  |
| | 22. Luis V de Hesse-Darmstadt                  |  |  |  |  |  |  |  |  |  |  |  |  |  |  |  |
| |                                                |  |  |  |  |  |  |  |  |  |  |  |  |  |  |  |
| |                                                |  |  |  |  |  |  |  |  |  |  |  |  |  |  |  |
| | 11. Ana Leonor de Hesse-Darmstadt              |  |  |  |  |  |  |  |  |  |  |  |  |  |  |  |
| |                                                |  |  |  |  |  |  |  |  |  |  |  |  |  |  |  |
| |                                                |  |  |  |  |  |  |  |  |  |  |  |  |  |  |  |
| | 23. Magdalena de Brandeburgo                   |  |  |  |  |  |  |  |  |  |  |  |  |  |  |  |
| |                                                |  |  |  |  |  |  |  |  |  |  |  |  |  |  |  |
| |                                                |  |  |  |  |  |  |  |  |  |  |  |  |  |  |  |
| | 1. Guillermo, Duque de Gloucester              |  |  |  |  |  |  |  |  |  |  |  |  |  |  |  |
| |                                                |  |  |  |  |  |  |  |  |  |  |  |  |  |  |  |
| |                                                |  |  |  |  |  |  |  |  |  |  |  |  |  |  |  |
| | 24. Rey Jacobo I de Inglaterra y VI de Escocia |  |  |  |  |  |  |  |  |  |  |  |  |  |  |  |
| |                                                |  |  |  |  |  |  |  |  |  |  |  |  |  |  |  |
| |                                                |  |  |  |  |  |  |  |  |  |  |  |  |  |  |  |
| | 12. Rey Carlos I de Inglaterra                 |  |  |  |  |  |  |  |  |  |  |  |  |  |  |  |
| |                                                |  |  |  |  |  |  |  |  |  |  |  |  |  |  |  |
| |                                                |  |  |  |  |  |  |  |  |  |  |  |  |  |  |  |
| | 25. Ana de Dinamarca                           |  |  |  |  |  |  |  |  |  |  |  |  |  |  |  |
| |                                                |  |  |  |  |  |  |  |  |  |  |  |  |  |  |  |
| |                                                |  |  |  |  |  |  |  |  |  |  |  |  |  |  |  |
| | 6. Rey Jacobo II de Inglaterra                 |  |  |  |  |  |  |  |  |  |  |  |  |  |  |  |
| |                                                |  |  |  |  |  |  |  |  |  |  |  |  |  |  |  |
| |                                                |  |  |  |  |  |  |  |  |  |  |  |  |  |  |  |
| | 26. Rey Enrique IV de Francia                  |  |  |  |  |  |  |  |  |  |  |  |  |  |  |  |
| |                                                |  |  |  |  |  |  |  |  |  |  |  |  |  |  |  |
| |                                                |  |  |  |  |  |  |  |  |  |  |  |  |  |  |  |
| | 13. Enriqueta María de Francia                 |  |  |  |  |  |  |  |  |  |  |  |  |  |  |  |
| |                                                |  |  |  |  |  |  |  |  |  |  |  |  |  |  |  |
| |                                                |  |  |  |  |  |  |  |  |  |  |  |  |  |  |  |
| | 27. María de Médicis                           |  |  |  |  |  |  |  |  |  |  |  |  |  |  |  |
| |                                                |  |  |  |  |  |  |  |  |  |  |  |  |  |  |  |
| |                                                |  |  |  |  |  |  |  |  |  |  |  |  |  |  |  |
| | 3. Reina Ana de Gran Bretaña                   |  |  |  |  |  |  |  |  |  |  |  |  |  |  |  |
| |                                                |  |  |  |  |  |  |  |  |  |  |  |  |  |  |  |
| |                                                |  |  |  |  |  |  |  |  |  |  |  |  |  |  |  |
| | 28. Enrique Hyde                               |  |  |  |  |  |  |  |  |  |  |  |  |  |  |  |
| |                                                |  |  |  |  |  |  |  |  |  |  |  |  |  |  |  |
| |                                                |  |  |  |  |  |  |  |  |  |  |  |  |  |  |  |
| | 14. Eduardo Hyde                               |  |  |  |  |  |  |  |  |  |  |  |  |  |  |  |
| |                                                |  |  |  |  |  |  |  |  |  |  |  |  |  |  |  |
| |                                                |  |  |  |  |  |  |  |  |  |  |  |  |  |  |  |
| | 29. María Langford                             |  |  |  |  |  |  |  |  |  |  |  |  |  |  |  |
| |                                                |  |  |  |  |  |  |  |  |  |  |  |  |  |  |  |
| |                                                |  |  |  |  |  |  |  |  |  |  |  |  |  |  |  |
| | 7. Ana Hyde                                    |  |  |  |  |  |  |  |  |  |  |  |  |  |  |  |
| |                                                |  |  |  |  |  |  |  |  |  |  |  |  |  |  |  |
| |                                                |  |  |  |  |  |  |  |  |  |  |  |  |  |  |  |
| | 30. Tomás Aylesbury                            |  |  |  |  |  |  |  |  |  |  |  |  |  |  |  |
| |                                                |  |  |  |  |  |  |  |  |  |  |  |  |  |  |  |
| |                                                |  |  |  |  |  |  |  |  |  |  |  |  |  |  |  |
| | 15. Frances Aylesbury                          |  |  |  |  |  |  |  |  |  |  |  |  |  |  |  |
| |                                                |  |  |  |  |  |  |  |  |  |  |  |  |  |  |  |
| |                                                |  |  |  |  |  |  |  |  |  |  |  |  |  |  |  |
| | 31. Ana Denman                                 |  |  |  |  |  |  |  |  |  |  |  |  |  |  |  |
| |                                                |  |  |  |  |  |  |  |  |  |  |  |  |  |  |  |
| |                                                |  |  |  |  |  |  |  |  |  |  |  |  |  |  |  |

| Predecesor: Vacante Anterior titular: Enrique Estuardo (1659-1660) | Duque de Gloucester Solo utilizado, nunca creado formalmente. 1689-1700 | Sucesor: Vacante Siguiente titular: Federico Luis (Solo utilizado: 1718-1726) |